# گرآواتار

گرآواتار

گرآواتار (به انگلیسی: Gravatar) سرنام واژه‌های globally recognized avatar به معنای آواتار جهانی شناخته‌شده است. و همانگونه که از نامش برمی‌آید برای فراهم کردن یک آواتار در سراسر وبگاه‌هایی است که شما در آنها فعالیت داشته‌اید.

## چگونگی کارکرد گرآواتار
ابتدا شما می‌بایست با ایمیلی که می‌خواهید در دیگر وبگاه‌ها فعالیت کنید با آن در وبگاه گرآواتار عضو شوید. سپس توسعه‌دهندگان وب می‌توانند با فراهم ساختن ایمیل‌تان در وبگاه‌شان، آواتار شما را از وبگاه گرآواتار فراخوانی کنند و آن را نمایش دهند. یکی از انواع ان Miscellaneous میباشد.